# Christentum in Katar
Das Christentum wird in Katar in erster Linie von Indern, Arabern, Europäern, Amerikanern und Filipinos praktiziert.
Keine Missionsgruppe arbeitet offen in Katar. Übertritt vom Islam zu einer anderen Religion ist ein Delikt, worauf an sich die Todesstrafe gilt. Seit der Unabhängigkeit wurde zwar niemand aus diesem Grund angeklagt, es gibt jedoch Festnahmen wegen der versuchten Missionierung von Muslimen. Ein Ausschuss von Mitgliedern christlicher Gemeinschaften wurde gegründet, um direkten Kontakt mit dem Außenministerium zum Thema religiöse Angelegenheiten zu haben.

## Konfessionen
Unter den in der World Christian Encyclopedia, Second edition, Band 1, Seite 617 erwähnten christlichen Konfessionen sind die Mar-Thoma-Kirche, die arabische Evangelische Kirche, die Christian Brethren und die anglikanische Kirche. Etwa 50.000 Katholiken leben in Katar. Katar gehört zum Gebiet des Apostolischen Vikariats Nördliches Arabien. Die anglikanische Bevölkerung in Katar besteht aus 7000 bis 10.000 Personen. Die kleine koptische Minderheit in Katar hat unter der muslimischen Bevölkerung den Ruf, einflussreich zu sein.

## Kirchengebäude
2006 begann der erste Bau einer Kirche seit 14 Jahrhunderten. Sie wird ein Konferenzzentrum enthalten. Die Kirche Our Lady of the Rosary wurde am 15. März 2008 eröffnet und ist die erste christliche Kirche in Katar. Nach Vorgabe der Regierung durfte sie keinen Kirchturm, Kirchenglocken oder von außen sichtbare Kreuze aufweisen. Der Gebäudekomplex wird, wenn er vollständig fertiggestellt ist, eines der größten christlichen Zentren in der Golfregion sein. Er besteht aus Gebäuden für Katholiken, Anglikaner, Kopten und griechisch-orthodoxe Christen, dazu kommen noch inter-konfessionell nutzbare Gebäude, die unter anderem einige indische christliche Glaubensgruppen nutzen möchten. Die Kirche im südlichen Randgebiet der Stadt Doha bietet Platz für etwa 2700 Gläubige. Der Baugrund wurde von Scheich Hamad bin Chalifa Al Thani, dem Emir von Katar, zur Verfügung gestellt.

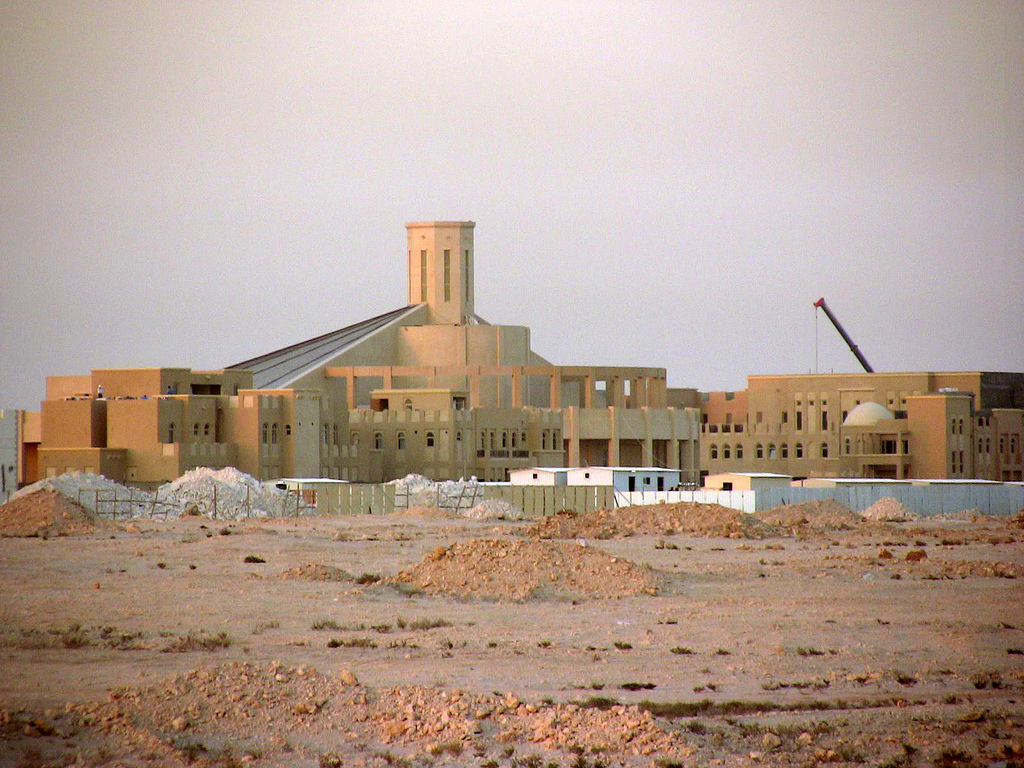
Our Lady of the Rosary, die erste, am 15. März 2008 eröffnete christliche Kirche von Katar, nach Vorgabe der Regierung ohne Kirchturm, Kirchenglocken oder von außen sichtbare Kreuze.
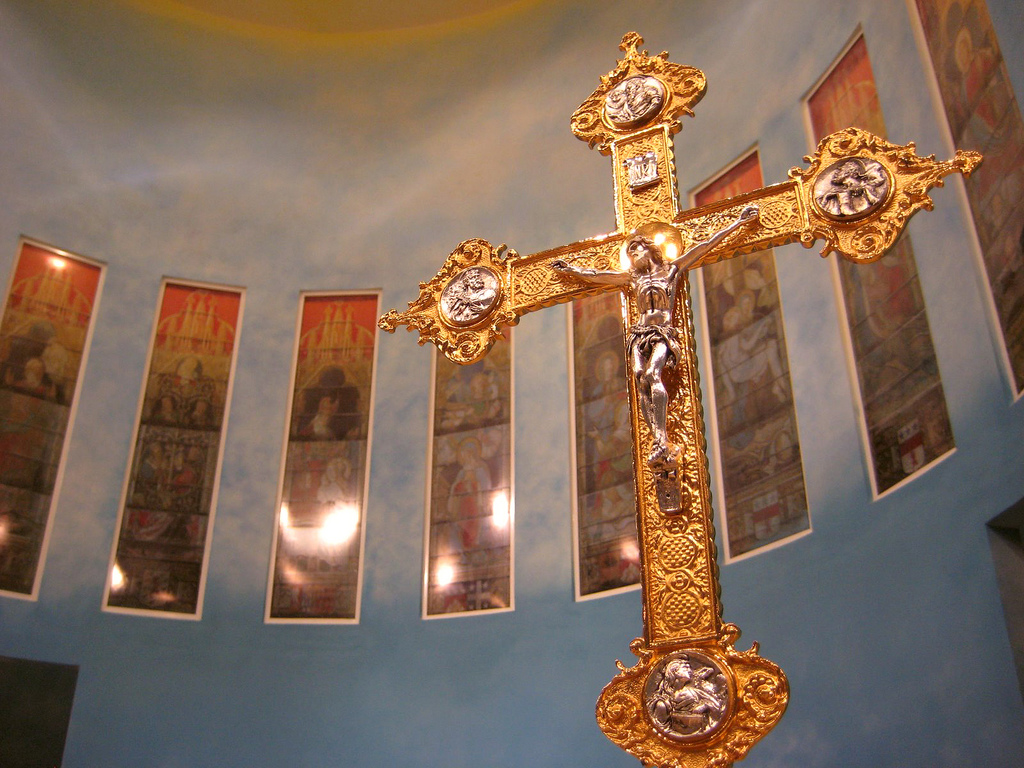
Kreuz im Innenraum der Kirche